# Schempp-Hirth Duo Discus
Lo Schempp-Hirth Duo Discus è un aliante due posti ad alte prestazioni progettato per il cross-country flying veloce, comprese le competizioni di volo a vela. Spesso è usato come addestratore avanzato.

## Storia del progetto
Il Duo Discus sostituì lo Janus come addestratore due posti ad alte prestazioni della Schempp-Hirth. Sebbene condivida il nome con il Discus, classe Standard di grande successo, ogni rassomiglianza è solo superficiale. Volò per la prima volta nel 1993 ed è tuttora in produzione nella fabbrica di Orlican (Repubblica Ceca). Ha un'ala di 20 m in quattro pezzi che è leggermente spinta in avanti in modo tale che il pilota posteriore è vicino al centro di gravità. Il suo miglior rapporto di planata è stato misurato in 44:1. Può essere dotato di un accessorio ('turbo') motore a due tempi retrattile per attività di volo estese. Nel 2007 erano già stati costruiti più di 500 Duo Discus. Oggi il suo principale rivale è il DG Flugzeugbau DG-1001. Presso la United States Air Force è noto come TG-15A.

### Duo Discus X
Nel 2005 fu annunciato un modello riveduto, il Duo Discus X. Ha flap di atterraggio integrati nel movimento della leva di aerofreno per migliorare il controllo di avvicinamento, permettendo approcci più ripidi e lenti, ha inoltre alette d'estremità per migliorare il controllo delle correnti ascensionali e carrello d'atterraggio ammortizzato e retrattile. Questo rende l'accesso leggermente più difficile poiché è cresciuta la distanza tra la carlinga e il suolo, ma le ali hanno un angolo di attacco lievemente più alto.

### Duo Discus XL
Il Duo DIscus XL è la versione più recente. Condivide la fusoliera con lo Schempp-Hirth Arcus e lo Schempp-Hirth Nimbus 4D. Ora la carlinga è 10 cm più lunga per migliorare comodità dei sedili, sicurezza, spazio ed ergonomia. Il sistema di aerofreno è stato spostato di 4 cm verso l'estremità anteriore ed ora si estende 18 mm più in alto. Lo XL è certificato per le acrobazie semplici, come l'avvitamento. Può essere pilotato completamente dal sedile posteriore.